# Francisco Godia
Francisco Godia Sales (ur. 21 marca 1921 roku w Barcelonie, zm. 28 listopada 1990 w Barcelonie) – hiszpański kierowca Formuły 1.

## Starty w Formule 1
| Legenda oznaczeń w tabelach wyników Wyświetl szablon na nowej stronie | Legenda oznaczeń w tabelach wyników Wyświetl szablon na nowej stronie                                                                     |
| Oznaczenie                                                            | Wyjaśnienie |
| --------------------------------------------------------------------- | --- |
| Złoty                                                                 | Zwycięzca lub mistrzostwo |
| Srebrny                                                               | 2. miejsce lub wicemistrzostwo |
| Brązowy                                                               | 3. miejsce lub II wicemistrzostwo |
| Zielony                                                               | Ukończył, punktował (w klasyfikacji generalnej, gdy zdobył co najmniej jeden punkt na przestrzeni sezonu, poza trzema powyższymi opcjami) |
| Niebieski                                                             | Ukończył, nie punktował (w klasyfikacji generalnej, gdy nie zdobył co najmniej jednego punktu na przestrzeni sezonu)                      |
| Czerwony                                                              | Nie zakwalifikował się (NZ) |
| Czerwony                                                              | Nie prekwalifikował się (NPK) |
| Różowy                                                                | Nie ukończył (NU) |
| Różowy                                                                | Niesklasyfikowany (NS) (w klasyfikacji generalnej, gdy nie został sklasyfikowany w żadnym wyścigu sezonu)                                 |
| Czarny                                                                | Zdyskwalifikowany (DK) |
| Czarny                                                                | Wykluczony (WYK/EX) |
| Biały                                                                 | Nie wystartował (NW) |
| Biały                                                                 | Kontuzjowany (K/INJ) |
| Biały                                                                 | Wyścig odwołany (OD/C) |
| Bez koloru                                                            | Został wycofany (WYC/WD) |
| Bez koloru                                                            | Nie przybył (NP/DNA) |
| Bez koloru                                                            | Nie brał udziału w treningach (NT/DNP) |
| Bez koloru                                                            | Nie został zgłoszony (–) |
| Pogrubienie                                                           | Start z pole position |
| Kursywa                                                               | Najszybsze okrążenie wyścigu |
| †                                                                     | Nie ukończył, ale jego rezultat został zaliczony ze względu na przejechanie więcej niż 90% dystansu wyścigu.                              |
| *                                                                     | Sezon w trakcie |
| 1/2/3                                                                 | Punktowana pozycja w sprincie kwalifikacyjnym                                                                                             |
| Lista systemów punktacji Formuły 1                                    | |

System punktacji w poszczególnych latach w F1
| Rok  | Zespół                    | Bolid            | Silnik      | 1     | 2      | 3     | 4      | 5      | 6      | 7      | 8      | 9     | 10    | 11    | Pozycja | Punkty |
| ---- | ------------------------- | ---------------- | ----------- | ----- | ------ | ----- | ------ | ------ | ------ | ------ | ------ | ----- | ----- | ----- | ------- | ------ |
| 1951 | Scuderia Milano           | Maserati 4CLT/48 | Maserati R4 | SWI - | 500 -  | BEL - | FRA -  | GBR -  | GER -  | ITA -  | ESP 10 |       |       |       | NS      | 0      |
| 1954 | Officine Alfieri Maserati | Maserati 250F    | Maserati R6 | ARG - | 500 -  | BEL - | FRA -  | GBR -  | GER -  | SWI -  | ITA -  | ESP 6 |       |       | NS      | 0      |
| 1956 | Officine Alfieri Maserati | Maserati 250F    | Maserati R6 | ARG - | MON -  | 500 - | BEL NU | FRA 7  | GBR 8  | DEU 4  | ITA 4  |       |       |       | 9       | 6      |
| 1957 | Francesco Godia Sales     | Maserati 250F    | Maserati R6 | ARG - | MON -  | 500 - | FRA -  | GBR -  | DEU NU | PES NU | ITA 9  |       |       |       | 20      | 1      |
| 1958 | Francesco Godia Sales     | Maserati 250F    | Maserati R6 | ARG 8 | MON NZ | HOL - | 500 -  | BEL NU | FRA NU | GBR -  | DEU -  | PRT - | ITA - | MAR - | NS      | 0      |